# WASP-39b
WASP-39b, denumită oficial Bocaprins, este o exoplanetă de tip Jupiter fierbinte, descoperită în februarie 2011 de către proiectul WASP. Se remarcă prin cantitatea semnificativă de apă conținută în atmosfera sa. WASP-39b a fost prima exoplanetă la care s-a descoperit prezența dioxidului de carbon în atmosferă, precum și a dioxidului de sulf.
WASP-39b se află în constelația Fecioara, la o distanță de aproximativ 700 de ani lumină de Pământ. În cadrul campaniilor NameExoWorlds  organizate cu ocazia aniversării a 100 de ani a UAI, planeta a primit numele Boca Prins de la plaja cu același nume situată în Parcul Național Arikok din Aruba.

## Caracteristici

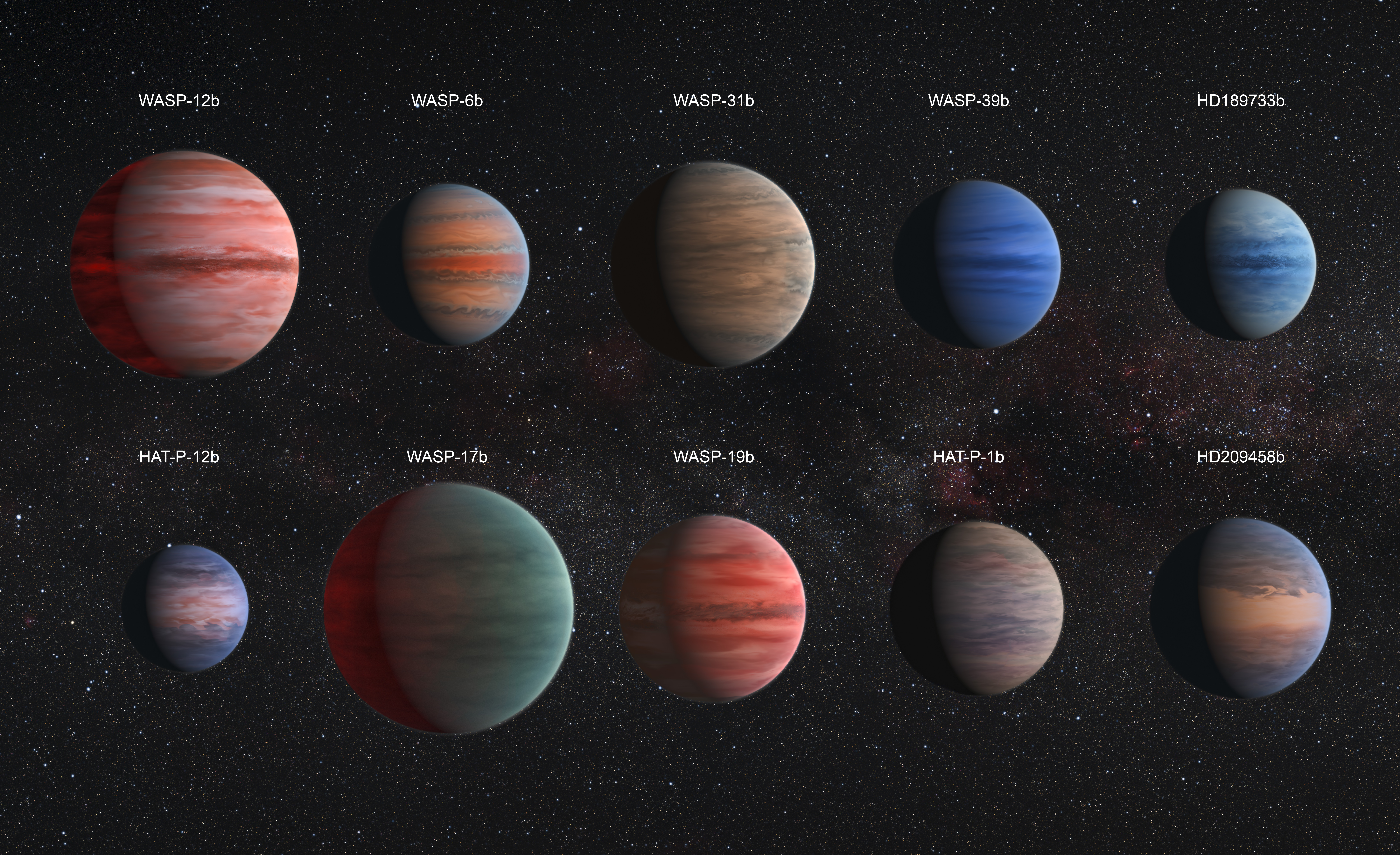
Comparație dintre exoplanete de tip „Jupiter fierbinte”, inclusiv WASP-39b (rândul de sus; al patrulea din stânga) (conceptul artistului).
De la stânga sus la dreapta jos: WASP-12b, WASP-6b, WASP-31b, WASP-39b, HD 189733b, HAT-P-12b, WASP-17b, WASP-19b, HAT-P-1b și HD 209458b.

WASP-39b are o masă de aproximativ 0,28 din masa lui Jupiter și o rază de aproximativ 1,27 din raza lui Jupiter (91.000 km). Este o planetă gigantică gazoasă fierbinte, cu o temperatură ridicată de 900 °C. Exoplaneta orbitează foarte aproape (7 milioane de km) de WASP-39, steaua sa gazdă, completând o orbită la fiecare 4 zile. 

WASP-39b se remarcă și prin densitatea sa extrem de scăzută, apropiată de cea a lui WASP-17b. Deși WASP-17b are o densitate de 0,13 ± 0,06 g/cm³, WASP-39b are o densitate puțin mai mare, de 0,18 ± 0,04 g/cm³.

## Compoziția atmosferică

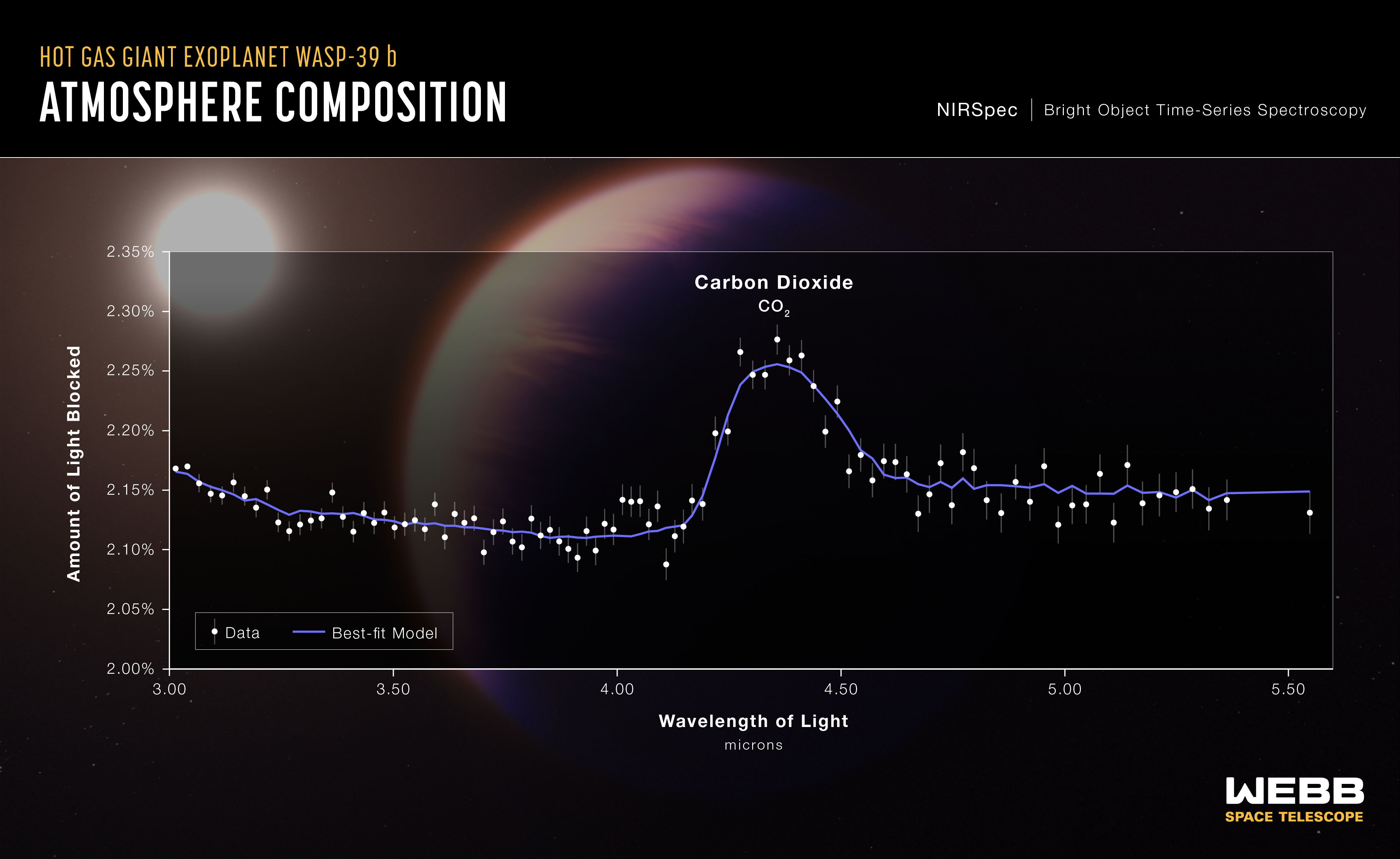
Spectrul de transmisie atmosferică al WASP-39b, capturat de spectrograful în infraroșu apropiat (NIRSpec) al telescopului spațial James Webb, dezvăluie primele dovezi clare ale prezenței dioxidului de carbon pe o exoplanetă.

Molecule de apă fierbinte au fost detectate în atmosfera lui WASP-39b într-un studiu din 2018. Spectrele de transmisie atmosferică obținute de diverse instrumente au prezentat inconsecvențe în 2021, sugerând un posibil dezechilibru chimic atmosferic. Totuși, spectrele de înaltă fidelitate obținute de Telescopul Spațial James Webb în 2022 nu au confirmat prezența unui dezechilibru chimic.
WASP-39b este una dintre primele ținte științifice ale Telescopului Spațial James Webb. Dioxidul de sulf a fost observat pentru prima dată în atmosfera acestei planete, o premieră absolută pentru o planetă din afara Sistemului Solar, indicând prezența unor procese fotochimice complexe în atmosferă. De asemenea, WASP-39b este prima exoplanetă la care s-a detectat dioxidul de carbon.
Spectrele de transmisie planetară obținute în 2022 au indicat că atmosfera lui WASP-39b este parțial neclară, iar raportul C/O al planetei pare a fi subsolar. De asemenea, au fost detectate semnăturile spectrale ale apei, dioxidului de carbon, sodiului și dioxidului de sulf.

## WASP-39 (stea)
Steaua gazdă WASP-39 este de tip spectral G și este puțin mai mică decât Soarele. Se află în constelația Fecioarei, la o distanță de 698 de ani lumină de Pământ. Steaua WASP-39 a primit denumirea oficială Malmok în 2019.